# 당산중학교
당산중학교(堂山中學校)는 대한민국 서울특별시 영등포구 당산동에 있는 공립 중학교이다.

## 학교 연혁
- 1968년 8월 6일 : 당산중학교 설립 인가
- 1969년 3월 3일 : 개교 및 입학식 (1학년 15학급 1,050명)
- 2010년 3월 2일 : 서울시교육청 교과서 대여제 정책 연구학교
- 2013년 3월 1일 : 중1 진로탐색 집중학년제 연구학교 지정
- 2014년 3월 2일 : 교육부 자유학기제 연구학교
- 2021년 3월 1일 : 제18대 심재헌 교장 취임
- 2023년 1월 6일 : 제52회 졸업식(졸업인원 161명, 졸업생 연인원 29,628명)
- 2023년 3월 2일 : 제55회 입학식

## 참고 자료
- 당산중학교 - 한국교육학술정보원 학교알리미